# Peace Trail
Peace Trail es el trigésimo octavo álbum de estudio del músico canadiense Neil Young, publicado por la compañía discográfica Reprise Records el 9 de diciembre de 2016.
El álbum, producido entre Young y su habitual colaborador John Hanlon, fue compuesto y grabado poco después del lanzamiento de Earth, su anterior trabajo discográfico. Su publicación fue precedida por el estreno del tema "Indian Givers" en septiembre, en apoyo de las protestas de nativos americanos contra el Dakota Access Pipeline.

## Trasfondo
Peace Trail fue compuesto y grabado poco después del lanzamiento de su anterior trabajo, Earth, en 2016. A pesar de salir de gira con el grupo Promise of the Real entre 2015 y 2016, Young optó por grabar un álbum en solitario con solo dos músicos acompañantes: el batería Jim Keltner y el bajista Paul Bushnell. Según Bushwell, Peace Trail fue grabado en cuatro días: «Hicimos los diez temas en cuatro días. Muchos de ellos fueron grabados en la primera o en la segunda toma».
Young invitó a Bushnell a participar en la grabación de Peace Trail después de descubrir su implicación en un álbum de Micah Nelson. Según Bushnell: «Micah me dijo que a Neil Young le gustaba mi modo de tocar el bajo en el disco y que le preguntó por mi móvil. No me lo creí hasta que a la mañana siguiente, a las 10 a.m., mi teléfono sonó de un número de teléfono privado. Respondí, y el tío dijo: "¿Eres Paul?". Yo dije: "Sí", y la voz respondió: "Soy Neil Young"».

## Recepción
Peace Trail recibió críticas mixtas desde su lanzamiento. En Metacritic, que asigna una media de las calificaciones de distintas reseñas, obtuvo una puntuación de 57 sobre 100, indicativo de «críticas mixtas o intermedias»". En una crítica positiva para Uncut, Damien Love expresó su sorpresa por la elección de Young de no grabar con Promise of the Real, su actual banda de apoyo, pero destacó a la vez a los principales colaboradores del disco, Paul Bushnell y Jim Keltner. Según Love: «Bushnell provee el perfecto tipo de bajo que apenas notas. La percusión de Keltner es una historia diferente. Grabada mayoritariamente en primeras o segundas tomas, no parece mantener el ritmo como respuesta a lo que Young hace, una interacción improvisada de patrones extraños. El disco se convierte a menudo en un dúo entre Young y Keltner».
En otra reseña positiva para Pitchfork, Sam Sodomsky destacó la dedicación de Young a publicar álbumes con un marcado mensaje político: «Aunque la voz de Young nunca ha sonado tan vieja como aquí, hay algo juvenil sobre su energía. Además del hecho de que el lanzamiento de dos álbumes por año mantiene el ritmo de Ty Segall y John Dwyer, su música está guiada por una determinación inquieta de cubrir nuevos terrenos y dejar hablar a su mente». Por el contrario, Stephen Thomas Erlewine publicó una crítica negativa en Allmusic donde sugiere que el proceso de grabación de Peace Trail fue apresurado: «Es estéticamente interesante, pero el problema con Peace Trail no es el concepto, es la ejecución. Destinado como un boletín musical como "Ohio" o Living with War, Peace Trail está lleno de canciones sobre su momento preciso en el tiempo, pero la ejecución es tan ingenua que se desvía hacia la indiferencia».
Desde el punto de vista comercial, Peace Trail marcó el peor registro para un disco de Young en varios países. En los Estados Unidos, solo alcanzó el puesto 76 en la lista estadounidense Billboard 200, su peor marca desde el lanzamiento de su álbum debut en solitario, Neil Young, al vender 30 000 copias en el país, mientras que en el Reino Unido llegó a la posición 57, un registro solo empeorado por los álbumes Re-ac-tor y Life. Tampoco entró en el top 10 de ningún país europeo.

## Lista de canciones
Todas las canciones escritas y compuestas por Neil Young. 
| N.º | Título                           | Duración |  |
| 1.  | «Peace Trail»                    | 5:32     |  |
| 2.  | «Can't Stop Workin'»             | 2:45     |  |
| 3.  | «Indian Givers»                  | 5:41     |  |
| 4.  | «Show Me»                        | 4:02     |  |
| 5.  | «Texas Rangers»                  | 2:29     |  |
| 6.  | «Terrorist Suicide Hang Gliders» | 3:17     |  |
| 7.  | «John Oaks»                      | 5:12     |  |
| 8.  | «My Pledge»                      | 3:54     |  |
| 9.  | «Glass Accident»                 | 2:53     |  |
| 10. | «My New Robot»                   | 2:53     |  |

## Personal
- Neil Young: voz y guitarra.
- Jim Keltner: batería y percusión.
- Paul Bushnell: bajo.

## Posición en listas
| Lista (2016)                            | Posición |
| --------------------------------------- | -------- |
| Alemania (Media Control Charts)         | 23       |
| Australia (ARIA)                        | 52       |
| Austria (Ö3 Austria)                    | 27       |
| Bélgica (Ultratop flamenca)             | 30       |
| Bélgica (Ultratop valona)               | 61       |
| Canadá (Billboard Canadian Albums)      | 72       |
| España (PROMUSICAE)                     | 82       |
| Estados Unidos (Billboard 200)          | 76       |
| Irlanda (IRMA)                          | 58       |
| Italia (FIMI)                           | 75       |
| Noruega (VG-lista)                      | 32       |
| Nueva Zelanda (RMNZ Heatseekers Albums) | 1        |
| Países Bajos (Album Top 100)            | 23       |
| Reino Unido (UK Albums Chart)           | 57       |
| Suecia (Sverigetopplistan)              | 14       |
| Suiza (Schweizer Hitparade)             | 24       |